# Limalonges
Limalonges település Franciaországban, Deux-Sèvres megyében. Lakosainak száma 845 fő (2022. január 1.). Limalonges Linazay, Chaunay, Val-de-Comporté és Sauzé-entre-Bois községekkel határos.

## Népesség
A település népességének változása:
| Lakosok száma | 855  | 844  | 859  | 834  | 827  | 819  | 831  | 838  | 845  |
|               | 2013 | 2015 | 2016 | 2017 | 2018 | 2019 | 2020 | 2021 | 2022 |